# Emile Heskey
Emile William Ivanhoe Heskey (Leicester, 11 de janeiro de 1978) é um ex-futebolista inglês que atuava como atacante. 

## Carreira

### Leicester City
Heskey iniciou sua carreira profissional no clube de sua cidade natal o Leicester City após passar 7 anos na categorias de base do clube, ficou no clube da cidade de Leicester cerca de 6 anos e jogou 154 e marcou 40 gols.

### Liverpool
Na cidade de Liverpool, Heskey ficou mais conhecido na Inglaterra, após transferir-se para o Liverpool, onde ficou por 4 anos e em 150 jogos marcou 39 gols a favor do maior clube local.

### Birmingham City
De 2004 a 2006, foi para a cidade de Birmingham, onde defendeu o Birmingham City, conseguindo em 68 partidas marcar 14 gols.

### Wigan Athletic
Após dois anos em Birmingham transferiu-se para o Wigan Athletic
da cidade de Wigan na grande Manchester, onde ficou novamente dois anos, mas voltaria novamente a cidade de Birmingham…

### Aston Villa
Dia 23 de Janeiro de 2009, Heskey voltou à cidade de Birmingham, agora para defender o Aston Villa, que luta por uma vaga na Liga dos Campeões.

### Newcastle Jets
No dia 24 de setembro de 2012, assinou com o Newcastle Jets, da Austrália. Na sua primeira temporada pelo clube fez 9 gols em 23 jogos.

## Seleção Inglesa
Heskey atuou pela Seleção Inglesa de 1999 a 2010, jogando 62 partidas e marcando 7 golos. Disputou as Eurocopas de 2000 e 2004, e as Copas do Mundo de 2002 e 2010. Em 15 de Julho de 2010 anunciou que seu ciclo na Seleção está encerrado.

## Ligação externa
- Emile Heskey Estatísticas da carreira no Soccerbase
- «Perfil de Emile Heskey» (em inglês). em torneios FIFA